# Litografia amb plantilla

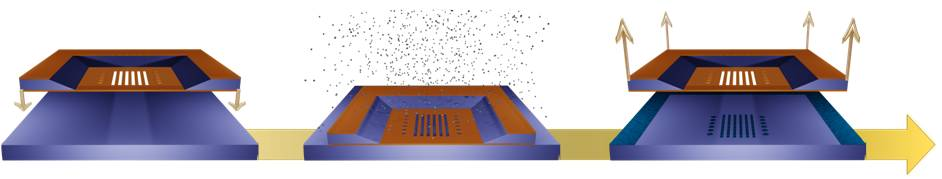
Esquema de litografia amb plantilla

La litografia amb plantilles és un mètode nou per fabricar patrons a escala nanomètrica mitjançant nanostencils, plantilles (màscara d'ombra) amb obertures de mida nanomètrica. És un procés de nanolitografia paral·lel, senzill i sense resistències, i no implica cap tractament tèrmic ni químic dels substrats (a diferència de les tècniques basades en resist).

## Història
La litografia amb plantilla es va informar per primera vegada en una revista científica com a tècnica de microestructuració per S. Gray i PK Weimer el 1959. Van utilitzar cables metàl·lics llargs estirats com a màscares d'ombra durant la deposició de metalls. Es poden utilitzar com a membranes diversos materials, com ara metalls, Si, SixNy i polímers. Avui dia, les obertures de la plantilla es poden reduir a una mida inferior al micròmetre a l'escala total de l'oblia de 4". Això s'anomena nanostencil. S'han fabricat obertures de plantilla a nanoescala mitjançant litografia d'interferència làser (LIL), litografia de feix d'electrons i litografia de feix iònic enfocat.

## Processos
Hi ha diversos processos disponibles mitjançant litografia de plantilla: deposició de material i gravat, així com implantació d'ions. Es necessiten diferents requisits de plantilla per als diferents processos, per exemple, una capa addicional resistent al gravat a la part posterior de la plantilla per al gravat (si el material de la membrana és sensible al procés de gravat) o una capa conductora a la part posterior de la plantilla per a la implantació d'ions.

### Deposició
El principal mètode de deposició utilitzat amb la litografia de plantilla és la deposició física de vapor. Això inclou la deposició física de vapor tèrmica i de feix d'electrons, l'epitaxia de feix molecular, la pulverització i la deposició làser polsada. Com més direccional sigui el flux de material, més precís es transfereix el patró de la plantilla al substrat.

### Gravat
El gravat d'ions reactius es basa en partícules ionitzades i accelerades que gravan tant químicament com físicament el substrat. La plantilla en aquest cas s'utilitza com a màscara dura, protegint les regions cobertes del substrat, alhora que permet gravar el substrat sota les obertures de la plantilla.

### Implantació iònica
Aquí el gruix de la membrana ha de ser més gran que la longitud de penetració dels ions en el material de la membrana. Aleshores, els ions s'implantaran només sota les obertures de la plantilla, al substrat.